# Sinkkastenreiniger

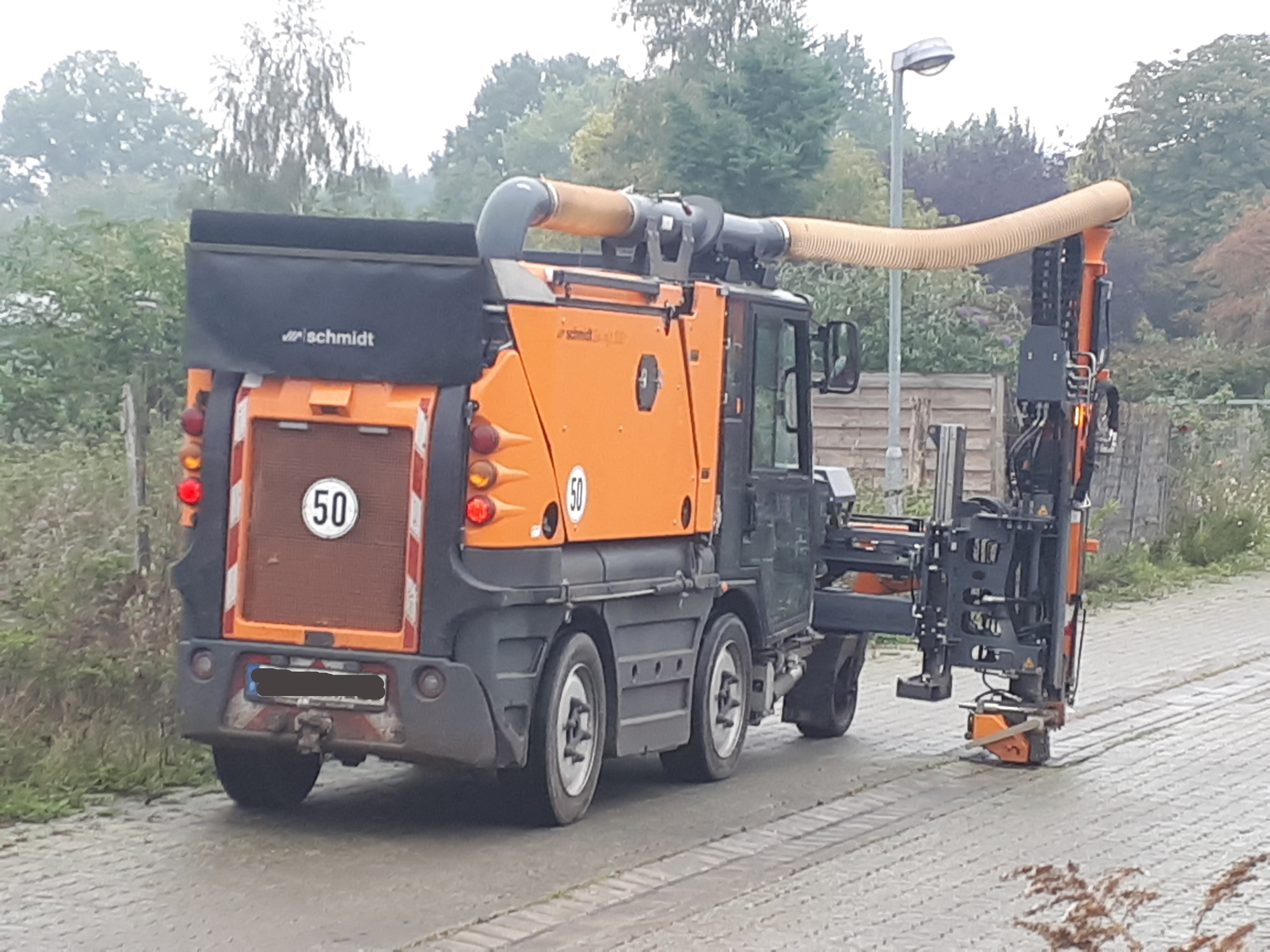
Seitenansicht eines Sinkkastenreinigers

Sinkkastenreiniger sind Spezialfahrzeuge sowie Anbaugeräte zur Reinigung von Sinkkästen, z. B. Straßengullys, Schlammfängen und sonstigen Wasserabläufen.

## Funktionsweise
Sinkkastenreiniger sind, je nach Hersteller und Ausführung, Spezialaufbauten auf Rechtslenker-Fahrgestellen oder Anbaugeräte, die an Kehrmaschinen, auf Kommunal- oder Baufahrzeugen angebaut werden.
Herstellerabhängig steuert der Fahrer die Reinigung des Sinkkastens aus der Kabine aus, oder steigt dafür aus dem rechtsgelenkten Fahrzeug aus.
Bei Fahrzeugen und Maschinen zur Trockensenkenreinigung wird der Sinkkastendeckel mittels einer Klemmvorrichtung angehoben bzw. abgesetzt und während des Reinigungsvorgangs seitlich des Sinkkastens abgesetzt. Der Eimer wird mit Hilfe einer Winde und Kippvorrichtung über der Fahrzeugpritsche entleert. Der offene Schacht wird mittels am Fahrzeug befindlicher Wasserspülung gereinigt.
Anbaugeräte für Kehrmaschinen steuert der Fahrer die Reinigung des Sinkkastens aus der Kabine. Der Sinkkastendeckel wird mittels einer Magnet- oder Klemmvorrichtung automatisch angehoben bzw. abgesetzt und während des Reinigungsvorgangs seitlich des Sinkkastens gehalten. Die Verschmutzungen werden über ein ausfahrbares Spül- und Saugrohr in den Auffangbehälter der Maschine transportiert. Das im Reinigungsvorgang genutzte Spülwasser wird wieder aufgenommen, von Verschmutzung befreit und erneut verwendet.
Die Steuerung erfolgt mit einer Hand über einen Joystick.